# Дуэл (округ, Небраска)
Дуэл (англ. Deuel County) — округ в штате Небраска, США. Столица — Чаппелл. По данным переписи за 2010 год число жителей округа составляло 1941 человек. В системе автомобильных номеров Небраски округ Дуэл имеет префикс 78. Округ был создан в 1889 году.

## География
По данным Бюро переписи населения США округ Дуэл имеет общую площадь в 1142 квадратных километра, из которых 1140 кв. километра занимает земля и 2 кв. километра — вода. Площадь водных ресурсов округа составляет 0,2 % от всей его площади.

### Транспорт
Через округ проходят:
- I-76 (англ. Interstate 76).
- I-80 (англ. Interstate 80).
- US 30 (англ. U.S. Route 30).
- US 138 (англ. U.S. Route 138).
- US 385 (англ. U.S. Route 385).
- Дорога 27 штата Небраска[англ.].

## Население
В 2010 году на территории округа проживал 1941 человек (из них 49,1 % мужчин и 50,9 % женщин), насчитывалось 867 домашних хозяйства и 567 семей. Расовый состав: белые — 97,0 %, афроамериканцы — 0,1 %, коренные американцы — 0,5 %, азиаты — 0,3 и представители двух и более рас — 1,2 %.
Население округа по возрастному диапазону по данным переписи 2010 года распределилось следующим образом: 21,0 % — жители младше 18 лет, 2,3 % — между 18 и 21 годами, 53,0 % — от 21 до 65 лет и 23,7 % — в возрасте 65 лет и старше. Средний возраст населения — 48,3 лет. На каждые 100 женщин в Дуэле приходилось 96,7 мужчин, при этом на 100 совершеннолетних женщин приходилось уже 96,3 мужчин сопоставимого возраста.
Из 867 домашних хозяйств 65,4 % представляли собой семьи: 54,2 % совместно проживающих супружеских пар (15,7 % с детьми младше 18 лет); 7,4 % — женщины, проживающие без мужей и 3,8 % — мужчины, проживающие без жён. 34,6 % не имели семьи. В среднем домашнее хозяйство ведут 2,21 человека, а средний размер семьи — 2,72 человека. В одиночестве проживали 30,0 % населения, 15,9 % составляли одинокие пожилые люди (старше 65 лет).

## Экономика
В 2015 году из 1567 трудоспособных жителей старше 16 лет имели работу 1023 человек. При этом мужчины имели медианный доход в 36 507 долларов США в год против 30 855 долларов среднегодового дохода у женщин. В 2014 году медианный доход на семью оценивался в 58 571 $, на домашнее хозяйство — в 50 962 $. Доход на душу населения — 27 439 $. 7,5 % от всего числа семей в Дуэле и 12,9 % от всей численности населения находилось на момент переписи за чертой бедности.